# Ісмагілова Лейла Загірівна
Лейла Загірівна Ісмагілова (башк. Ләйлә Заһир ҡыҙы Исмәғилева; нар.. 26 травня 1946 року) — радянська та російська башкирська композиторка, піаністка, музичний педагог, голова Спілки композиторів Республіки Башкортостан, заслужена діячка мистецтв Російської Федерації (1998) і Російської РФСР (1984), член Спілки композиторів РФ (СРСР) і Республіки Башкорртостан, лауреатка премії Спілки композиторів Росії імені Д. Шостаковича (1978), професор Уфімської державної академії мистецтв імені Загіра Ісмагілова, народна артистка Республіки Башкортостан (2012).

## Життєпис
Лейла Ісмагілова народилася 26 травня 1946 року в Москві, в родині радянського башкирського композитора Загіра Гаріповича Ісмагілова.
У 1965—1968 роках вона навчалася в спеціальній музичній школі при Казанській консерваторії (клас О. С. Лемана).
У 1968—1970 рр. навчалася в Московській консерваторії (клас В. Г. Фере).
У 1972 році закінчила Державний музичний коледж імені Гнесіних (клас Г. І. Літинського).
З 1972 року вона викладає в Уфимському державному інституті мистецтв, а з 1979 року і по даний час очолює кафедру композиції того ж інституту (нині Уфимська державна академія мистецтв імені Загіра Ісмагілова).
У 1990—1991 роках Лейла Ісмагілова обіймала посаду проректора з наукової роботи того ж інституту. А з 2003 року — професора.
З 9 грудня 2013 року — Голова Спілки композиторів Башкортостану.

## Творчість
Лейла Загірівна є автором балетів «Ходжа Насретдін» (1998), «Аркаїм» (2005) та «Роза Альгамбра» (2012). Про балет «Аркаїм» Керівник Федерального агентства з культури і кінематографії Михайло Швидкой відгукувався таким чином:
|  | «Постановка на сцені Башкирського державного театру опери та балету національного балету Лейли Ісмагілової "Аркаїм" в хореографії Андрія Петрова є важливою подією для культури Башкортостану та Російської Федерації. Сьогодні, в століття масштабної глобалізації мистецтва, дуже важливо, що театр звернувся до народних витоків, до тих коренів, які століттями живлять національну культуру. Тільки тоді ми зможемо вирішити важливу проблему збереження ідентичності нації». |

Балет «Троянда Альгамбрі» був написаний композитором на замовлення Іспанії і в місті Торрев'єха, в камерному залі Центру мистецтв, відбулася презентація його промоверсії.
Її твори постійно виконуються під управлінням відомих вітчизняних диригентів Ф. Мансурова, Н. Рахліна, В. Синайського в різних містах Росії та за кордоном (Німеччина, Велика Британія, Угорщина, Болгарія, Польща та Румунія).

## Твори
Для музичного театру:
- «Ходжда Насретдин» — балет (лібрето В. Щербакова), (1998).
- «Аркаїм» — балет (лібрето Я. Сєдова), (2005).
- «Троянда Альгамбри» — балет (лібрето Є. Голуб), (2012).

Симфонічні, вокально-хорові твори:
- Камерна симфонія (1996)
- Концерт для фортепіано з оркестром (1968)
- Концерт для скрипки з оркестром (1982)
- «Земля батьків» — симфонічний цикл з 4-х частинах (Степ. Мелодії. Колискова. Джигіти.) (1972)
- «Такташ — симфонія» для голосу та симфонічного оркестру (1987)
- Симфонічні сцени (1983)
- Сюїта з балету «Ходжа Насретдин»
- «Немеркнуче вірш» ораторія на вірші Омара Хайяма для мішаного хору та ансамблю інструментів (1980)
- Поема для голосу з оркестром (1989)
- Симфонічні картини «З Альгамбри» (2013).

Камерно-інструментальні твори:
- Октет для флейти, гобоя, двох скрипок, альта, віолончелі, фортепіано і литавр (1978)
- Струнний квартет (1973)
- Соната для фортепіано (1975)
- Поліфонічний цикл для фортепіано (1971)
- Варіації для фортепіано (1963).
- Дві концертні п'єси для фортепіано (2000)

## Громадянська позиція
7 березня 2014 року разом з членами Спілки письменників Росії Лейла Ісмагілова підтримала відкритий лист до Володимира Путіна і Федеральних Зборів РФ, в якому повністю підтримала позицію Росії і особисто Путіна